# Lajos Nagy
Lajos Nagy (Budapest, 11 marzo 1936) è un ex pallanuotista e allenatore di pallanuoto tedesco, fino al 1956 ungherese.
Scappato dall'Ungheria dopo la rivolta del 1956, ha fatto parte della Squadra Unificata Tedesca ai Giochi di Roma 1960 e della Germania Ovest ai Giochi di Città del Messico 1968.